# Clark W. Thompson

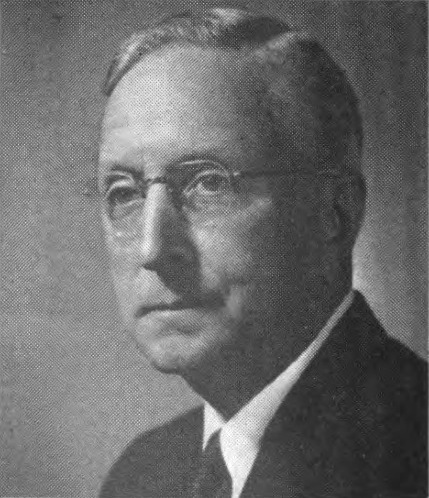
Clark W. Thompson (1965)

Clark Wallace Thompson (* 6. August 1896 in La Crosse, Wisconsin; † 16. Dezember 1981 in Galveston, Texas) war ein US-amerikanischer Politiker. Er vertrat den Bundesstaat Texas als Abgeordneter im US-Repräsentantenhaus.

## Leben
Clark Thompson wurde 1896 in Wisconsin geboren. Danach zog seine Familie 1901 nach Oregon, wo sie sich in Cascade Locks niederließen. Dort besuchte er die öffentliche Schule und dann die University of Oregon in Eugene.
Als der Erste Weltkrieg ausbrach, verpflichtete er sich im United States Marine Corps. Dort diente er zwischen 1917 und 1918. Anschließend gehörte er von 1918 bis 1940 der Marine-Corps-Reserve an und arbeitete nebenbei im Versicherungsgeschäft. Als die Vereinigten Staaten sich entschlossen, in den Zweiten Weltkrieg einzutreten, diente er wieder bis 1946 im Marine Corps.

## Politik
Er wurde als Demokrat in den 73. Kongress gewählt, um die freie Stelle zu füllen, die durch den Tod des Abgeordneten Clay Stone Briggs entstanden war. Seine Amtszeit erstreckte sich vom 24. Juni 1933 bis zum 3. Juni 1935. Er entschloss sich, 1934 nicht für die Wahl zum 74. Kongress zu kandidieren, und nahm wieder seine Tätigkeit als öffentlicher Presseberater auf. Danach wurde er 1936 als Delegierter in den Demokratenkonvent von Texas gewählt.
Nach dem Zweiten Weltkrieg wurde Thompson in den 80. Kongress gewählt, um das durch den Tod des Abgeordneten Joseph J. Mansfield freigewordene Mandat wahrzunehmen. Er wurde danach noch neunmal wiedergewählt und übte das Amt bis zu seinem Rücktritt am 30. Dezember 1966 aus. Seine Amtszeit dauerte somit vom 23. August 1947 bis zum 30. Dezember 1966. In seiner Amtszeit im Kongress verweigerte er die Unterzeichnung des Southern Manifesto, das sich gegen die Rassenintegration an öffentlichen Einrichtungen aussprach. Er entschloss sich, 1966 nicht mehr für den 90. Kongress zu kandidieren, und kehrte zu seiner alten Tätigkeit zurück. Clark Thompson verstarb am 16. Dezember 1981 in Galveston. Er wurde auf dem dortigen Memorial Park Cemetery beigesetzt.